# Třemošnice
Třemošnice település Csehországban, a Chrudimi járásban. Třemošnice Míčov-Sušice, Běstvina, Ronov nad Doubravou, Seč, Prachovice, Vápenný Podol és Žlebské Chvalovice településekkel határos. Lakosainak száma 3328 fő (2024. január 1.).

## Népesség
A település lakosságának változását az alábbi diagram mutatja:
| Lakosok száma | 1582 | 1739 | 1693 | 1652 | 2747 | 3404 | 3103 | 3065 | 3021 | 3328 |
|               | 1869 | 1890 | 1921 | 1950 | 1980 | 2001 | 2017 | 2019 | 2022 | 2024 |